# Argyrotheca cordata
Argyrotheca cordata är en armfotingsart som först beskrevs av Risso 1826.  Argyrotheca cordata ingår i släktet Argyrotheca och familjen Megathyrididae. Inga underarter finns listade i Catalogue of Life.